# Giorgio Griffa
Giorgio Griffa (Torino, 29 marzo 1936) è un pittore italiano, tra i principali esponenti a livello internazionale della ricerca pittorica contemporanea dagli anni '60 a oggi.

## Biografia
Inizia a dipingere ancora bambino e riceve i primi insegnamenti dai pittori tradizionali che all'epoca frequentavano il Circolo degli Artisti, antica istituzione torinese.
Nel 1958 consegue la laurea in giurisprudenza e da allora esercita la professione d'avvocato.
Dal 1960 al 1963 è allievo di Filippo Scroppo, pittore astratto nonché docente all'Accademia Albertina delle Belle Arti di Torino, collaboratore di Felice Casorati e membro del Movimento Arte Concreta o MAC. Tuttavia solo a metà degli anni '60 nei quadri figurativi di Griffa iniziano a comparire elementi astratti che sanciscono l'avvio di quelle riflessioni sullo statuto della pittura, sugli strumenti del dipingere e sulla posizione dell'artista che porteranno al ciclo dei "segni primari" con cui ha inizio l'impronta del suo percorso pittorico. 
Saranno proprio le tele dei "segni primari" a porlo tra i protagonisti del dibattito di quegli anni, che si sviluppa sulle ceneri dell'informale e si snoda attraversando la pop-art americana e l'arte concettuale.
In quel periodo, su stimolo di Aldo Mondino viene in contatto con l'opera di Giulio Paolini che lavorava alla scissione delle diverse componenti dell'oggetto artistico: un percorso differente ma con punti di contatto. L'approdo di Griffa alla Galleria Sperone a fine anni '60 lo pone in relazione con una serie di artisti alla cui opera viene attribuita l'etichetta di Arte povera, tra cui, in particolare, diventano per Griffa interlocutori significativi Giovanni Anselmo, Gilberto Zorio e Giuseppe Penone. Alleato per poetica e ideologia sarà anche Marco Gastini: un intreccio significativo tra i loro lavori è testimoniato da una mostra nel 1972 alla Galleria Fiori a Firenze, "pensata" e allestita insieme.
Dal 2007 è tra i novanta accademici nazionali dell'Accademia di San Luca di Roma.
Nonostante sia stato associato a movimenti come l'Arte Povera la Pittura Analitica o il Minimalismo, il percorso artistico di Giorgio Griffa rimane tuttavia per lo più solitario e non inquadrabile in una corrente specifica. Dagli esordi della sua personale formula di pittura sono passati ben più di 40 anni, ma Griffa prosegue sulle sue orme originali di pittore, sempre a Torino, dove vive e dipinge tuttora.
A molti anni di distanza dalla sua prima mostra negli Stati Uniti nel 1970 presso la galleria di Ileana Sonnabend a New York, a dicembre 2012 una sua personale Fragments 1968 – 2012 alla Casey Kaplan gallery sempre di New York, lo ha portato a essere menzionato come una delle «10 riscoperte più emozionanti del 2012». Nella sua recensione della mostra, la critica d'arte americana Roberta Smith ha scritto sul The New York Times: «La sua arte merita un posto nella storia mondiale dell'astrattismo».

## Opera
Nel 1968, Giorgio Griffa abbandona la pittura figurativa e inizia a portare sulla tela quei segni elementari che caratterizzano ancora oggi il suo lavoro.
Dipinge principalmente con colori acrilici a base acquosa su tela grezza (iuta, canapa, cotone e lino) non preparata, né montata su telaio. Le sue tele vengono poi fissate direttamente alla parete con una serie di piccoli chiodi lungo il loro bordo superiore.
Quando non sono esposte le sue opere vengono ripiegate e impilate, con la formazione di conseguenti pieghe che creano una "griglia" che soggiace alla pittura. In linea con l'idea che la pittura sia un "costante non finito", molte delle sue opere mostrano un deliberato punto di sospensione che è stato descritto come il «fermare un pensiero a metà frase»
La sua produzione artistica si articola sugli elementi tradizionali della pittura e così anche acquerelli, incisioni e altre tecniche.

### Otto cicli di pittura
La pittura di Griffa si è sviluppata e articolata negli anni dando vita a una serie di otto cicli pittorici tutti caratterizzati da una data di inizio, ma nessuno da una data di fine. Come Griffa stesso afferma, questi cicli convivono l'uno accanto all'altro, in conseguenza del fatto che non si tratta delle tappe di un progresso o regresso, bensì semplicemente delle continue variazioni del divenire.

#### Segni primari
Inizia alla fine del 1967. Dopo alcune tele monocrome in cui il colore non è steso su tutta la superficie del quadro (“quasi dipinto”), le stesure di colore sono sostituite dal ripetersi sulla tela di un medesimo segno, sempre lo stesso e sempre diverso per via delle imperfezioni della mano.
La pittura raccoglie i ritmi e la variabilità del divenire costruendo delle società di segni, tutti con gli stessi caratteri e tutti diversi l'uno dall'altro, similmente a quanto accade nella società degli uomini, o negli animali di una stessa razza, nelle foglie di una stessa pianta, o nei cristalli.
In questo ciclo sono presenti le costanti di tutto il lavoro successivo: il non finito e la scelta di segni anonimi, che appartengono alla mano di tutti, anziché alla mano dell'artista.

#### Connessioni o contaminazioni
L'attenzione all'imponente memoria della pittura anziché a quella singola del pittore determina nella seconda metà degli anni '70 la necessità di Griffa di aprire il lavoro a suggestioni più vaste.
Così segni differenti iniziano a dialogare fra di loro. Da una società di segni si passa alla convivenza di diverse società di segni sulla stessa tela - segni orizzontali e segni verticali, segni larghi e segni sottili - ciascuna organizzata sui ritmi interni del ciclo dei segni primari e tutte compresenti in grazia di quella memoria immensa della pittura.
Nel tempo questo ciclo è andato modificandosi in considerazione del movimento, della mobilità del divenire, una sorta di passaggio dal mondo tolemaico a quello copernicano sino alla modernità di Einstein.

#### Frammenti
In questo ciclo che inizia alla fine degli anni '70 le diverse tele sono tagliate in piccoli frammenti irregolari, sui quali viene posata la pittura.
I frammenti vengono esposti disseminati nello spazio. Sono le stesse tele, non più supporto neutro della pittura ma parti integranti di essa, a divenire immagini e figure, unitamente alla pittura che esse contengono.

#### Segno e campo
Negli anni '80 viene introdotta nel lavoro di Griffa una memoria più specifica della pittura, l'antica questione della convivenza del segno che disegna e del colore che colora: segno e campo.
Non un'analisi dei rapporti fra di loro, né una ricerca sui possibili loro diversi modi di essere. Semplicemente l'introduzione, accanto al divenire dei segni, di momenti di pausa e di variazione del divenire portati dalle campiture di colore. Un po' come i buchi neri dell'universo, "i campi" non danno segni propri ma portano un'enorme energia che influisce sugli altri segni.

#### Tre linee con arabesco
All'inizio degli anni '90 si pone la questione di costituire una nuova compagine sociale in cui i soggetti siano le opere stesse, di modo che alla convivenza delle varie sequenze di segni si accompagni la sequenza dei lavori.
Le tre linee con arabesco vengono allora scelte come criterio unificante. Ogni opera deve contenere tre linee e un arabesco e fissare la sua identità secondo il proprio divenire interno che è ogni volta inevitabilmente diverso.
Ogni opera porta un numero, che non è un elemento decorativo aggiunto, ma sta a indicare la posizione di quell'opera all'interno del ciclo, la prima il numero 1, la seconda il numero 2, eccetera.

#### Numerazioni
Nella seconda metà degli anni '90 nasce il ciclo delle numerazioni, dove il numero mira a dare un'informazione sul divenire della singola opera. I numeri indicano in questo caso l'ordine con cui i vari segni o colori vengono depositati su quella tela. Scrive Griffa «c'è il tempo unito allo spazio perché ogni segno viene prima o dopo un altro, prima o dopo sia come luogo, sia come tempo».

#### Alter ego
I lavori di questo ciclo si riferiscono a memorie specifiche nell'ambito di quell'immensa memoria della pittura con cui ogni segno si trova ogni volta a far di conto. Di fatto inizia nel 1979 con un trittico intitolato significativamente Riflessione le cui tre grandi tele sono dedicate a Matisse, Klee e Yves Klein. Tuttavia troverà solo dopo il 2000 il titolo Alter Ego a esplicitare le specifiche suggestioni, tratte dal lavoro di altri artisti di ogni epoca, da cui prendono vita queste tele. Si spazia dalle diverse opere che prendono spunto dall'amato "zio" Matisse, a Paolo Uccello, Tintoretto e Piero della Francesca, dal Lacoonte a Daniel Buren, Brice Marden, Joseph Beuys, Mario Merz, Sonia Delaunay, Giovanni Anselmo... fino alle tele del Rosa Tiepolo che, in un doppio rimando con un omaggio anche al libro di Roberto Calasso, riprende la grande installazione Dioniso esposta alla Biennale di Venezia del 1980.
«È il documento di una serie di atti d'amore» come scrive Martina Corgnati.

#### Sezione aurea (o Canone aureo)
Nei primi anni 2000 l'attenzione di Griffa si posa sull'aspetto matematico della sezione aurea, l'antica divina proporzione, anziché sul suo aspetto formale che era in uso da ben prima che Euclide lo formalizzasse in un calcolo matematico.
Il rapporto aureo produce un numero che non finisce mai. 1,618033988749894848204586834365638117720309179… eccetera, procede per sempre, senza fine, sino alla fine dei secoli, sino alla fine del tempo. E non procede neppure di un millimetro nello spazio, infatti 1,618 non diventerà mai 1,619 e così via.
Questo ciclo ha il suo precedente nel grande Dioniso su tela tarlatana (garza), cui abbiamo già fatto riferimento, che si avvaleva delle trasparenze del tessuto per cercare un ordine mutevole e dinamico dei segni. Comprende infatti una serie di opere su frammenti di tela tarlatana sovrapposti, che vengono incorniciate secondo la misura aurea. Si compone inoltre di opere su altri tessuti, libere da ogni misurazione, nelle quali è rappresentato, insieme al divenire dei segni, l'inizio del divenire di quel numero infinito.

### Libri
La partecipazione di Griffa al dibattito delle arti si esplica negli anni anche attraverso la pubblicazione di numerosi testi che affiancano e dialogano con la sua pittura, spesso arricchendosi di disegni, incisioni e acquerelli. Ne ricordiamo i principali (altri li trovate in bibliografia):
- Non c'è rosa senza spine, Torino, Martano Editore, 1975. [italiano/inglese]
- Cani sciolti antichisti / Loose antiquist dogs, Torino - Genova, Martano Editore e Samanedizioni, 1980. [italiano/inglese]
- Drugstore parnassus, Torino-Aachen, Martano Editore - Ottenhausen Verlag, 1981. [italiano/tedesco/inglese]
- In nascita di Cibera, Chieri, Studio Noacco, 1989.
- Di segno in segno (con Martina Corgnati), Fumagalli Editore, 1995.
- 60 schizzi da opere 1968/2000 e un testo, Torino, Franco Masoero, 2000. [italiano/inglese]
- Nelle orme dei Cantos, Milano, Libri Scheiwiller, 2002
- Post scriptum, Torino, Hopefulmonster, 2005. [italiano/inglese] ISBN 978-88-7757-192-2
- I flaneur del Paleolitico (a cura di Giulio Caresio), con il patrocinio dell'Accademia di San Luca, San Marino, Maretti, 2013. ISBN 978-88-89477-69-4
- Giorgio Griffa: il paradosso del più nel meno di Giulio Caresio, Martina Corgnati, Roberto Mastroianni, Milano, Gribaudo/Feltrinelli, 2014. ISBN 978-88-580-1292-5

## Attività espositiva
Ha tenuto più di 150 personali, e partecipato a una lunga serie di mostre collettive, esponendo in spazi pubblici e privati, italiani e stranieri.

Inizia l'attività espositiva nel 1968.

Collabora con Gian Enzo Sperone sino a quando quest'ultimo sposta la sua galleria a Roma.

Nel 1970 espone nelle gallerie di Ileana Sonnabend a New York e Parigi.

In seguito collabora con altre gallerie (Martano, Salzano, Biasutti a Torino, Toselli, Ariete, Templon, Lorenzelli, Milione, Guastalla a Milano, Samangallery a Genova, Godel, Primo Piano, Malborogugh, E.Tre, Mara Coccia, Oddi Baglioni, Marino a Roma, Casey Kaplan a New York, eccetera).

Partecipa a una lunga lista di rassegne nazionali e internazionali che attestano, in un confronto con il proliferare degli strumenti extra-pittorici, la forte persistenza della pittura nell'esperienza artistica contemporanea, quale strumento idoneo agli eventi in corso anziché mezzo di conservazione o restaurazione o nostalgia del passato.

Tra le varie manifestazioni in cui espone ricordiamo: Prospekt a Düsseldorf nel 1969 e nel 1973, Processi di pensiero visualizzati nel 1970 al Kunstmuseum di Lucerna, Contemporanea al Parcheggio di Villa Borghese a Roma nel 1973, l'esposizione curata nello stesso anno da Michel Claura a Parigi, Mönchengladbach e Anversa, dal titolo significativo: Une expositson de peinture réunissant certains peintres qui mettraient la peinture en question.

È presente alla Biennale di San Paolo del 1977, alla Biennale di Venezia del 1978 e del 1980, alle Quadriennale di Roma del 1986 e del 1999, L'informale in Italia alla GAM Bologna nel 1983, Un'avventura internazionale al Castello di Rivoli nel 1993, Arte Italiana Ultimi quarant'anni alla GAM Bologna nel 1998, Le soglie della pittura nella Rocca Paolina a Perugia nel 1999, Time & Place al Moderna Museet Stockholm nel 2008.

Nel 2017 è invitato a esporre nuovamente alla 57. Esposizione Internazionale d’Arte - La Biennale di Venezia, "Viva Arte Viva" curata da Christine Macel.
Tra le personali degli ultimi anni vanno ricordate:
- UNO | Opere 1968/1973 e DUE | Rosa e violetto 2001 alla GAM di Torino, 2001
- Canone Aureo | Golden ratio al MACRO di Roma, 2010
- Fragments 1968-2012 presso la Casey Kaplan Gallery, New York, 2012 - chiusa a causa dell'uragano Sandy e riaperta in una nuova versione nel gennaio 2013.
- Danza dei neuroni presso Galleria Lorcan O'Neill, Roma, 2014
- Giorgio Griffa presso la Douglas Hyde Gallery, Trinity College, Dublin, 2014
- A retrospective 1968-2014 curata da Andrea Bellini, Centre d'Art Contemporain, Genève, 2015
- Painting in the fold curata da Andrea Bellini e Martin Clark, Bergen Kusthall, Bergen, 2015
- The 1970's presso la Casey Kaplan Gallery, New York, 2016
- Works on paper curata da Andrea Bellini, Fondazione Giuliani, Roma, 2016
- Giorgio Griffa curata da Bice Curiger, Fondation Vincent Van Gogh Arles, Arles, 2016
- Quasi tutto curata da Suzanne Cotter e Andrea Bellini, Fundação de Serralves, Porto, 2016

## Giorgio Griffa nei musei
I suoi lavori fanno parte di numerose collezioni di privati e di alcuni musei:
- Castello di Rivoli, Rivoli
- Centre d'Art Contemporain (CAC), Genève
- Dallas Museum of Art, USA
- Fondazione Biscozzi Rimbaud, Lecce
- Galleria d'Arte Moderna (GAM), Torino
- Galleria d'Arte Moderna, Roma
- Gallerie d'Italia - Milano, Milano
- Museo Arte Gallarate (MA*GA), Gallarate
- Museo Cantonale d'Arte, Lugano[10]
- Museu de Arte Contemporanea de Serralves (Fundação de Serralves), Porto
- Museo del Novecento, Milano
- Museo di Arte Contemporanea di Roma (MACRO), Roma
- Tate Modern Gallery, Londra